# Sonic Jump Fever
Sonic Jump Fever fue un videojuego de plataformas vertical de 2014 desarrollado por el estudio británico Hardlight. Fue la secuela de Sonic Jump. El juego estuvo disponible para los sistemas iOS y Android el 10 de julio de 2014.
Sonic Jump Fever ya no está disponible para descargar en Google Play Store a partir del 7 de noviembre de 2016.

## Jugabilidad
La jugabilidad es similar a la del título anterior Sonic Jump. El objetivo del juego es navegar por un recorrido vertical lo más alto posible. The player tilts their device to move the character left and right, and can tap the screen to perform a double jump. Hitting opponents from below destroys them and scores the player points. Unlike the original Sonic Jump, Fever focuses on competitive multiplayer. The game contains a leaderboard displayed before each round showing players the high scores of other players. These leaderboard scores reset twice a week to encourage competitive play.

## Recepción
Sonic Jump Fever recibió una puntuación de revisión agregada de 54 en Metacritic, lo que indica "críticas mixtas o promedio". Carter Dotson de Gamezebo le dio al juego una crítica positiva, elogiando que el juego tuviera un rendimiento más rápido. estructura que "Sonic Jump" y la monetización del juego, diciendo que "el juego es sorprendentemente bueno en cuanto al dinero que anima a los jugadores a gastar" y que se puede jugar por poco dinero, al tiempo que critica la repetitividad del juego, aunque señala que el juego era bueno para juega en períodos cortos y se queja de que el personaje jugable a veces puede mezclarse con el fondo. Harry Slater de Pocket Gamer dio una crítica negativa, diciendo que el juego no era tan divertido como el juego original y que cualquier parte del juego que no fuera el salto era innecesaria. Shaun Musgrave de TouchArcade fue negativo, quejándose de los anuncios del juego y del tiempo que tarda el escenario en cambiar, señalando que el juego era peor que Sonic Jump, aunque elogió la mecánica, los gráficos y la fiebre del juego y la velocidad de su juego.